# 石田駅 (京都府)
石田駅（いしだえき）は、京都府京都市伏見区石田森東町にある、京都市営地下鉄東西線の駅。駅番号はT02。

## 歴史
- 2004年（平成16年）11月26日：京都市営地下鉄東西線の醍醐駅 - 六地蔵駅間の延伸により開業[1]。
- 2007年（平成19年）4月1日：ICカード「PiTaPa」の利用が可能となる[1]。

## 駅構造
1面2線の島式ホームがあり、ホームドアが設置されている。改札口は1箇所。トイレは改札内奥。東西線は駅ごとにステーションカラーが制定されているが、当駅のステーションカラーは■藍白である。

### のりば

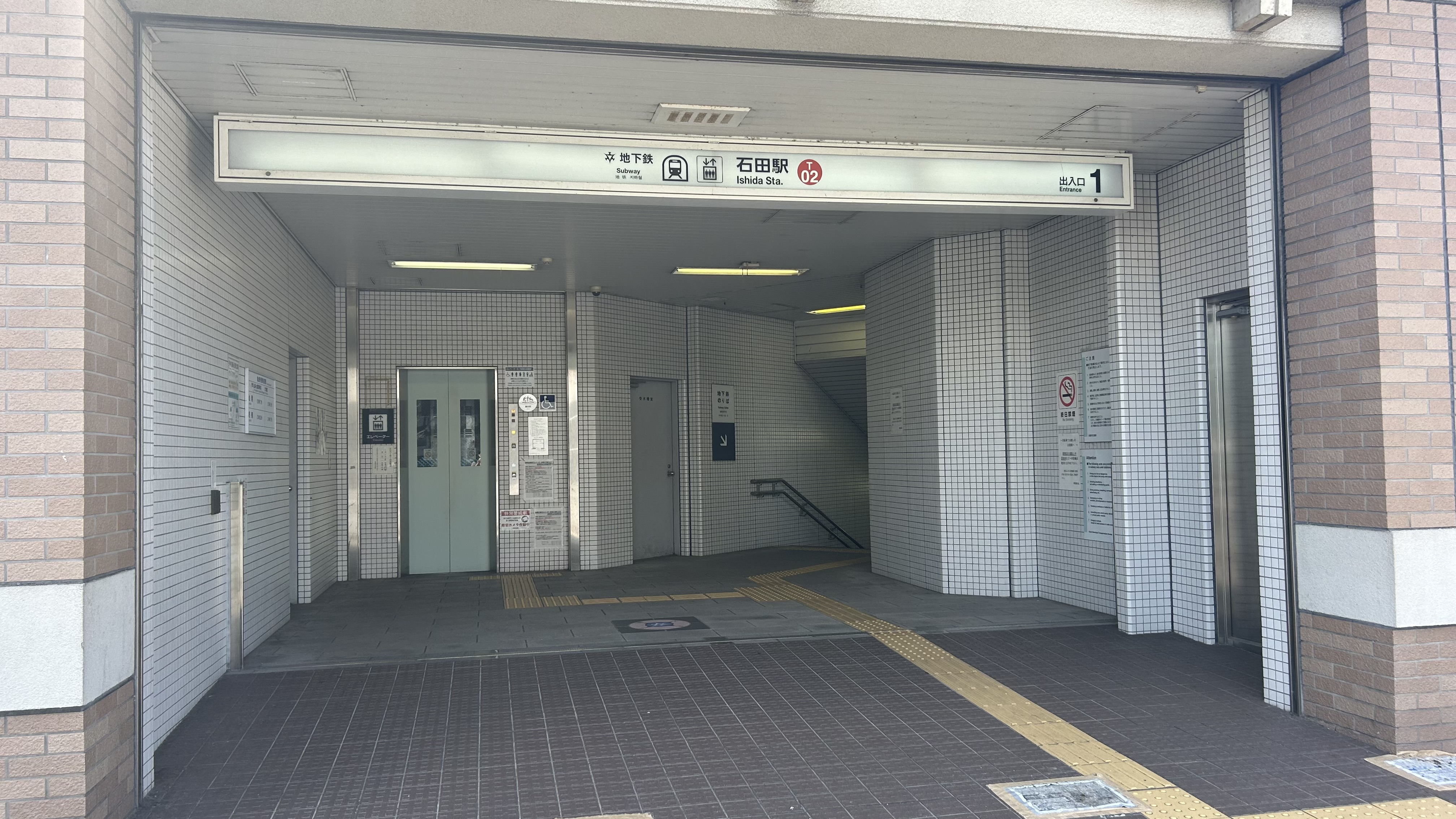
1番出入口
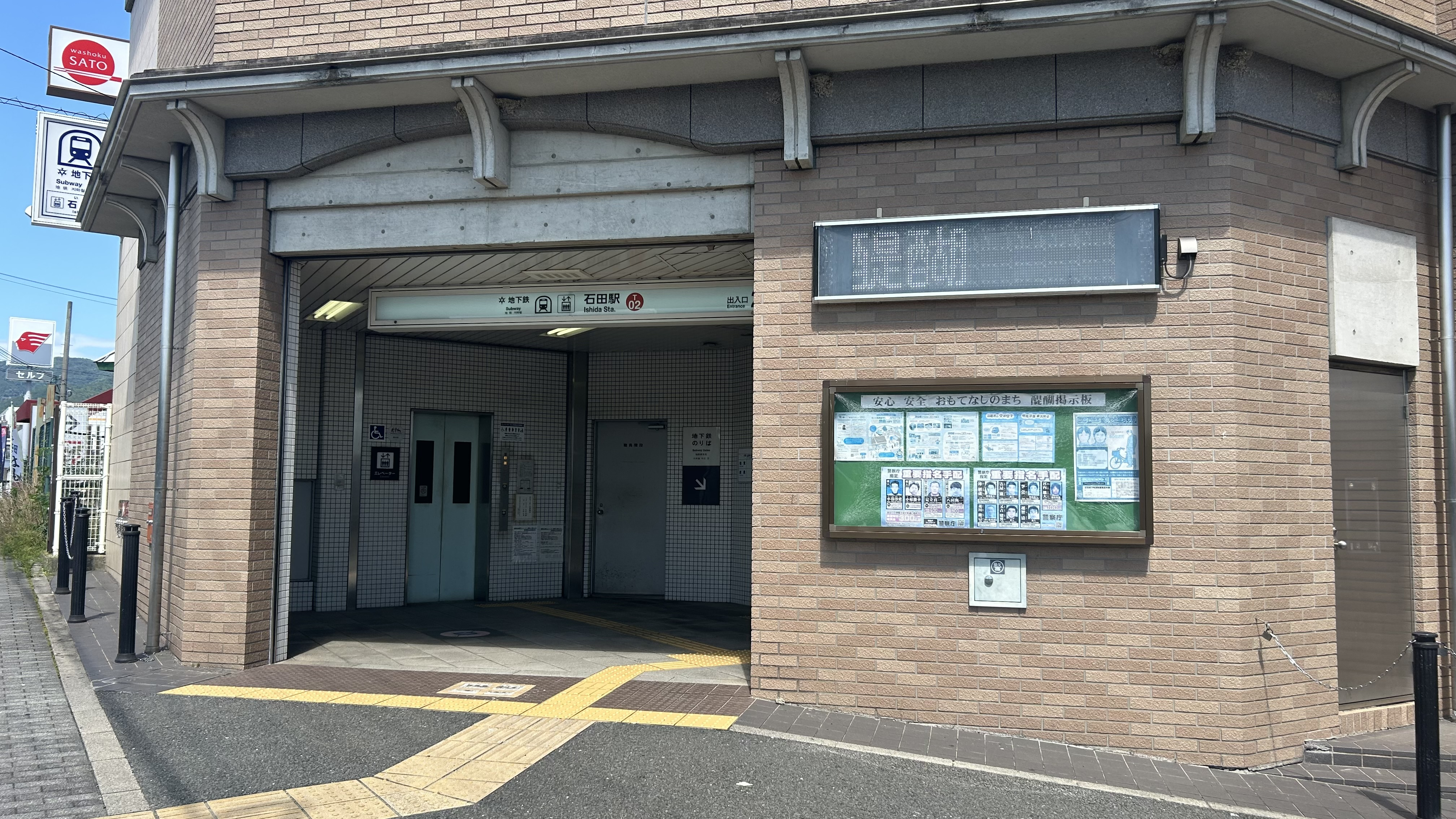
2番出入口
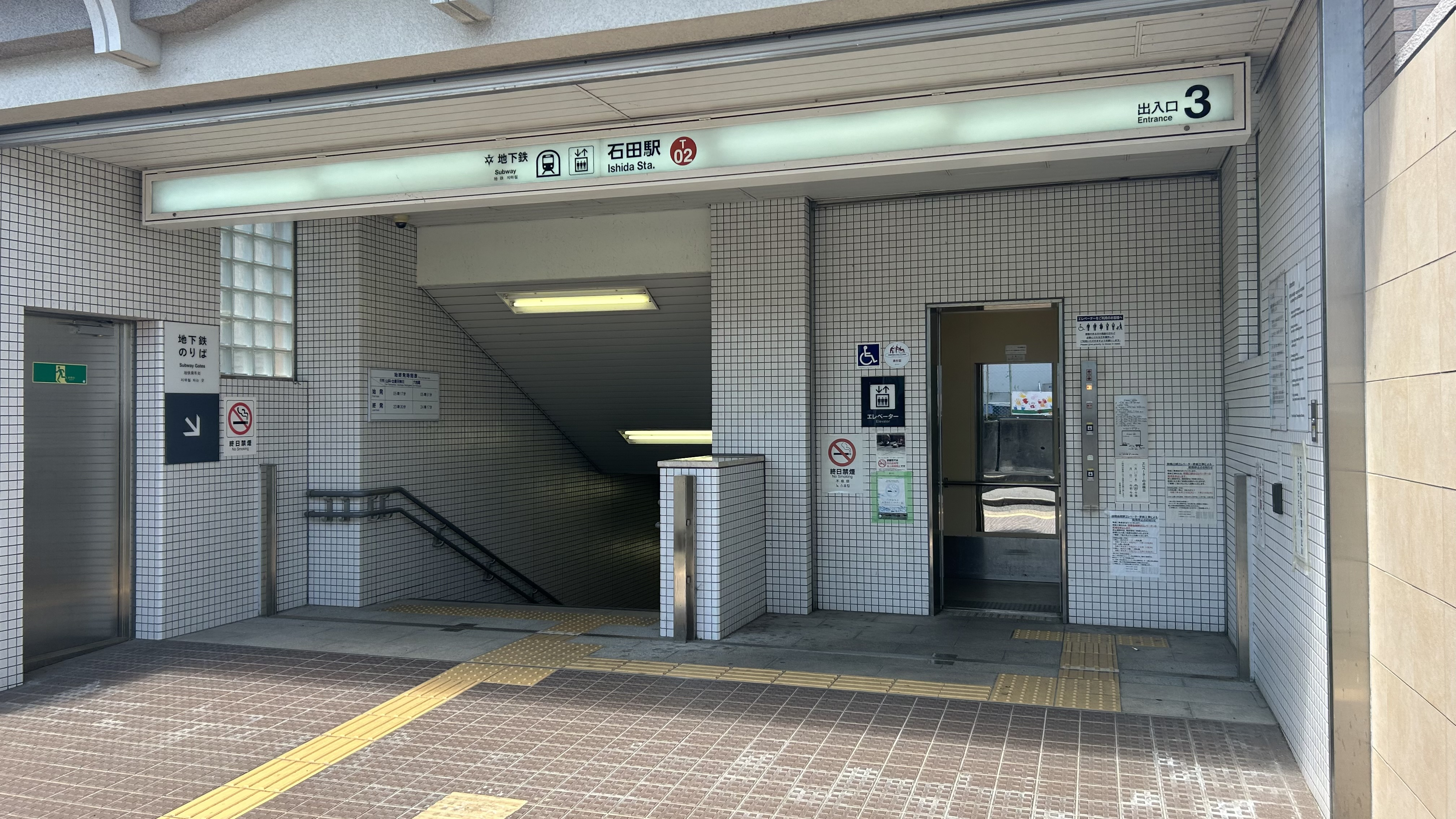
3番出入口
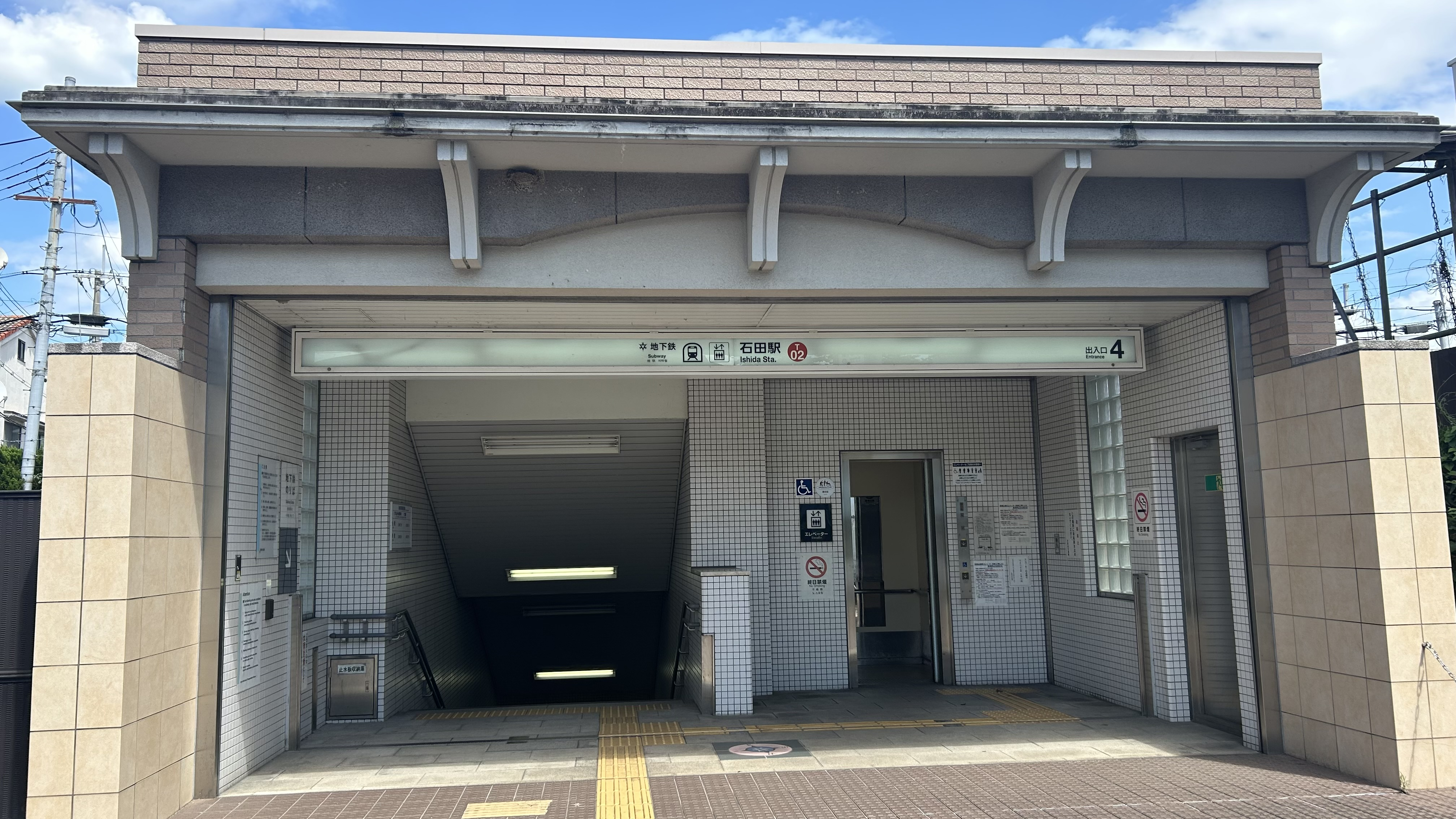
4番出入口

| のりば | 路線   | 方向 | 行先                 |
| ------ | ------ | ---- | -------------------- |
| 1      | 東西線 | 下り | 山科・太秦天神川方面 |
| 2      | 東西線 | 上り | 六地蔵行き           |

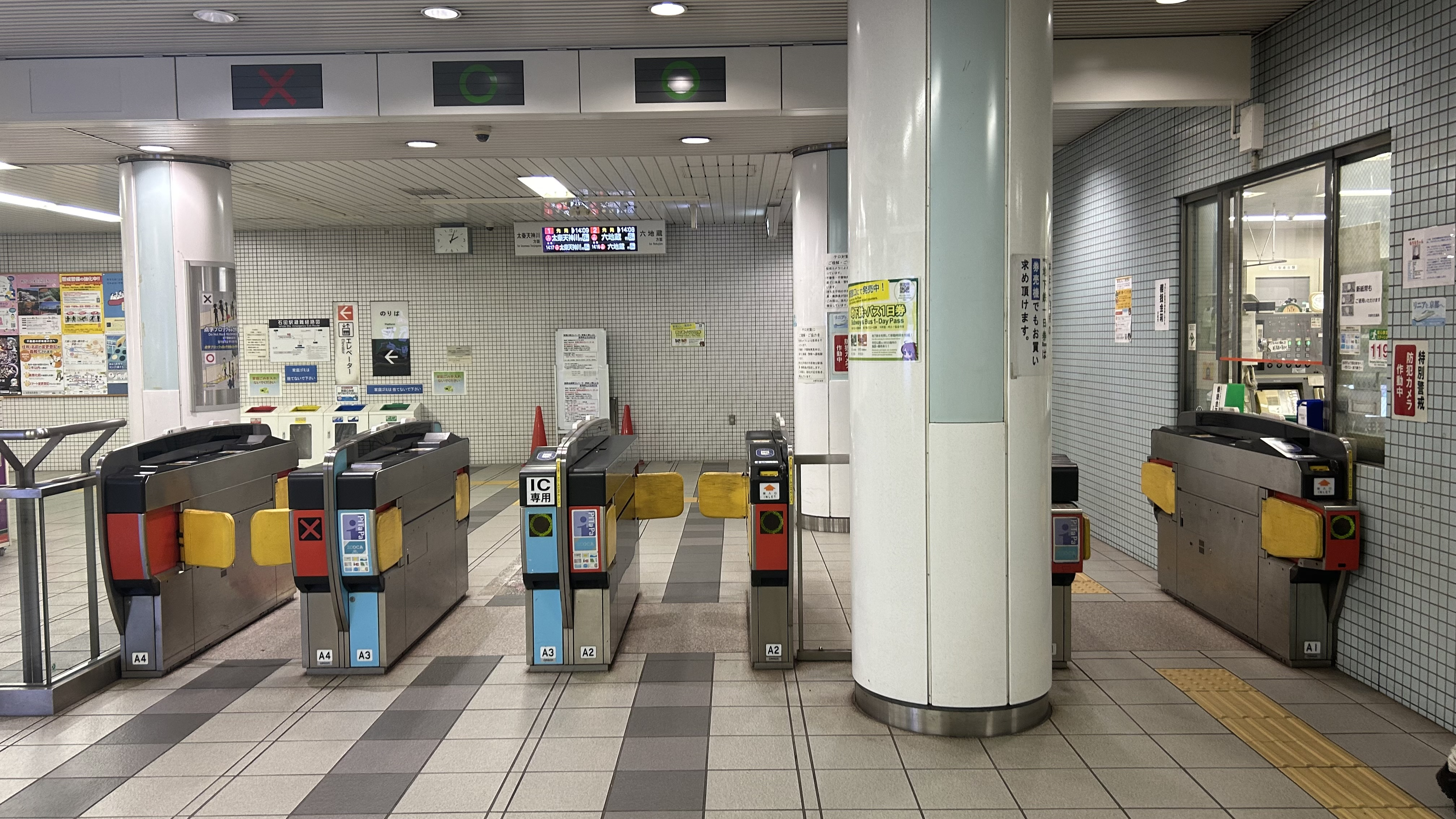
改札口
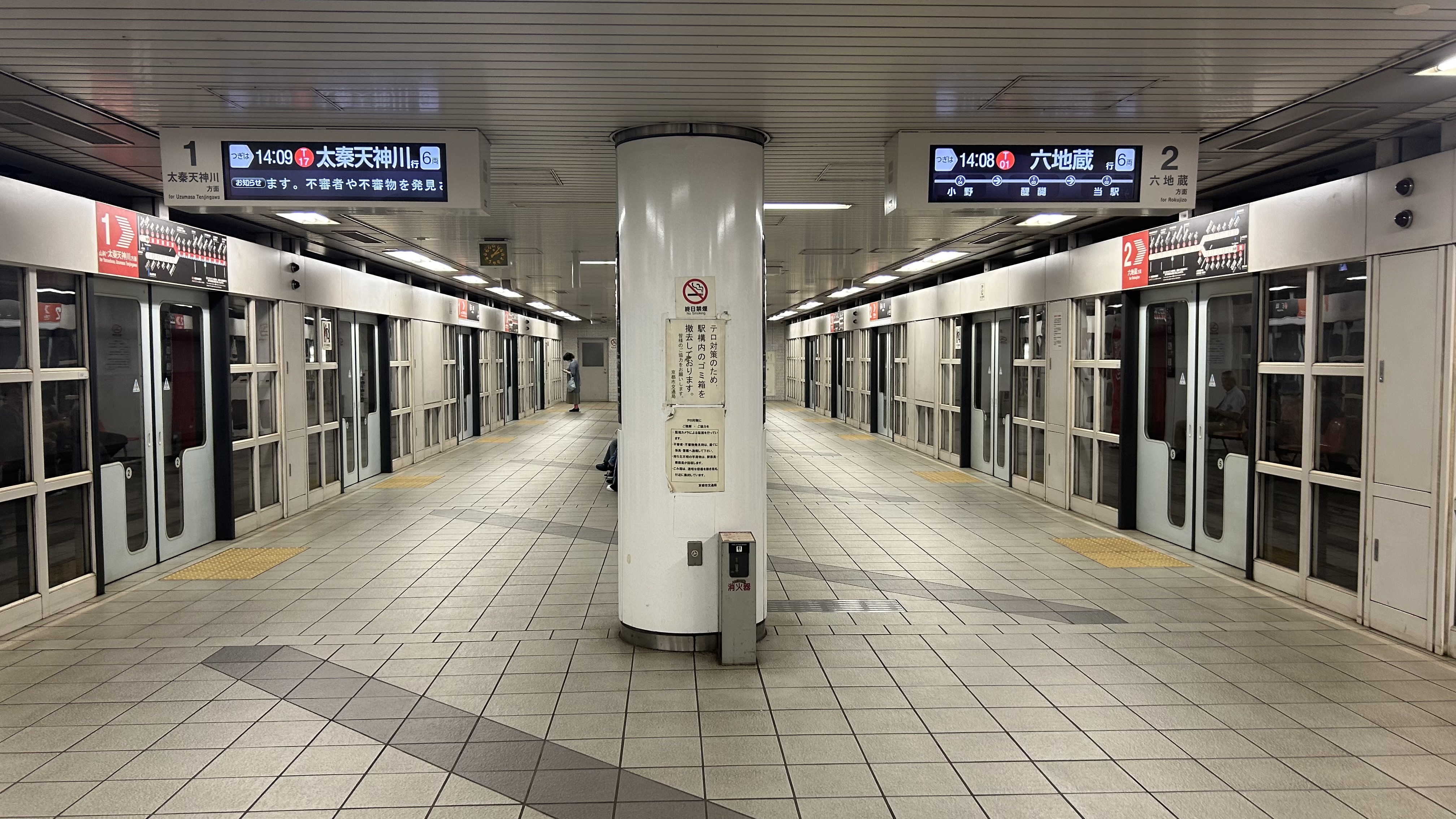
ホーム
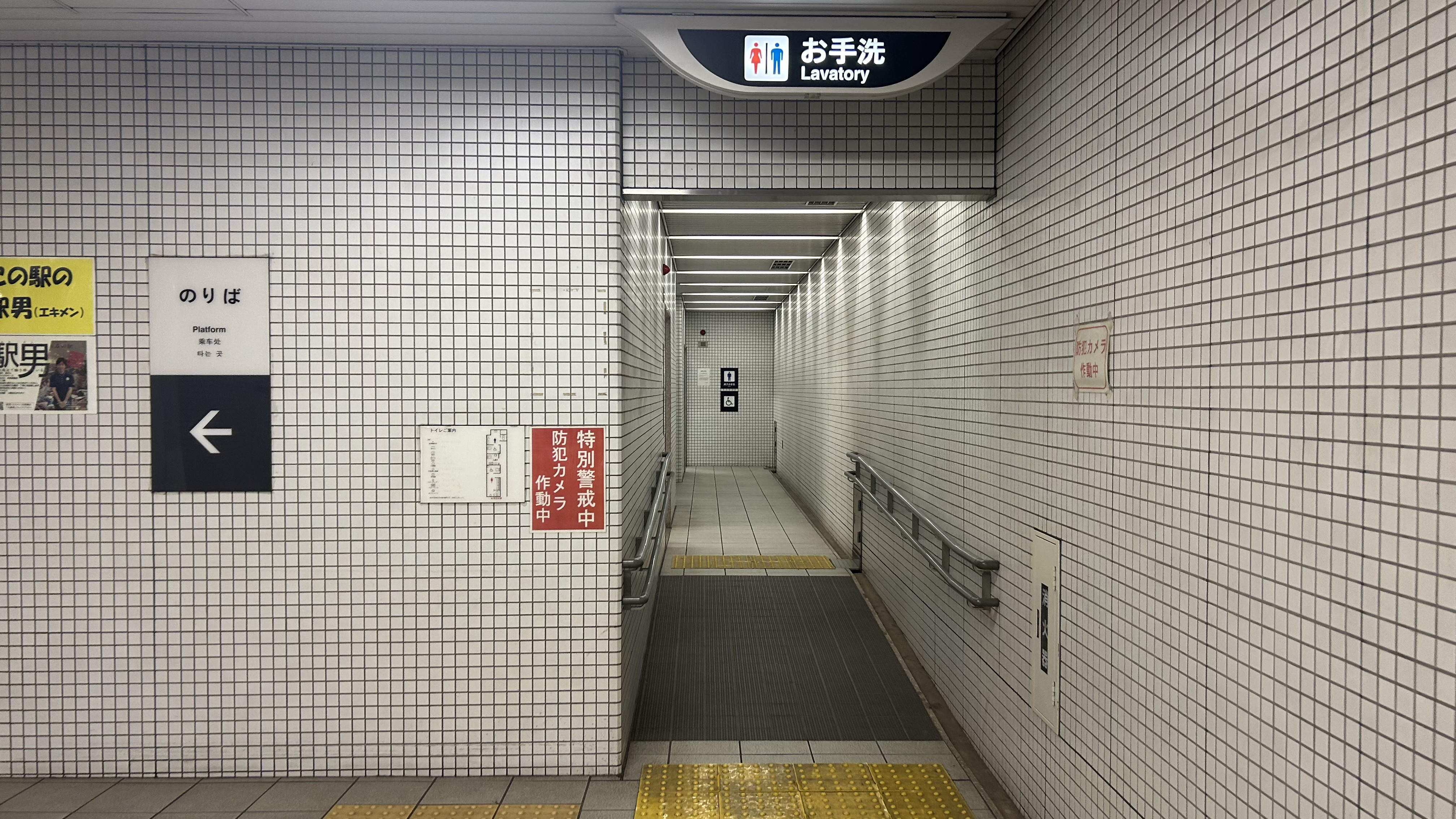
トイレ
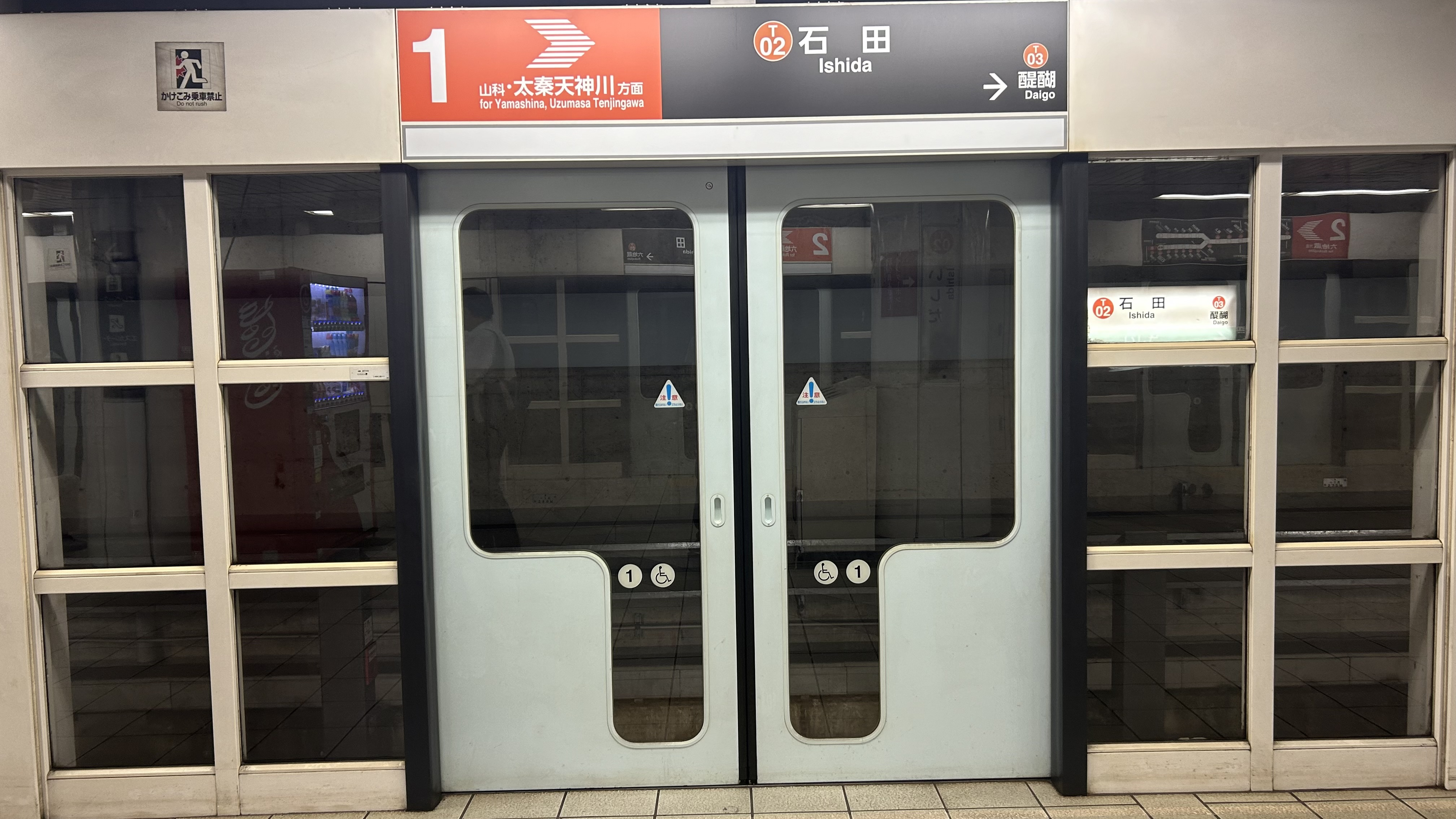
ホームドアと駅名標

| 出口番号 | 方角 | 出口周辺                                       | 接続改札 | 備考             |
| -------- | ---- | ---------------------------------------------- | -------- | ---------------- |
| 1        | 西   | 京都市醍醐図書館・武田総合病院                 | 改札口   | エレベーターあり |
| 2        | 東   | 日野法界寺・萱尾神社・なごみの里病院・石田交番 | 改札口   | エレベーターあり |
| 3        | -    | 大受団地                                       | 改札口   | エレベーターあり |
| 4        | 東   | -                                              | 改札口   | エレベーターあり |

- 1番出入口
- 2番出入口
- 3番出入口
- 4番出入口

## 利用状況
2024年度の1日平均乗降人員は6,771人である。
1日平均乗車人員と1日平均乗降人員の推移は下記の通り。
| 年度   | 乗車人員 | 乗降人員 |
| ------ | -------- | -------- |
| 2004年 | 2,500    | 4,817    |
| 2005年 | 2,700    | 5,116    |
| 2006年 | 3,024    | 5,853    |
| 2007年 | 3,182    | 6,147    |
| 2008年 | 3,227    | 6,272    |
| 2009年 | 3,156    | 6,146    |
| 2010年 | 3,180    | 6,202    |
| 2011年 | 3,187    | 6,216    |
| 2012年 | 3,246    | 6,330    |
| 2013年 | 3,238    | 6,315    |
| 2014年 | 3,279    | 6,395    |
| 2015年 | 3,331    | 6,495    |
| 2016年 | 3,336    | 6,506    |
| 2017年 | 3,495    | 6,815    |
| 2018年 | 3,561    | 6,943    |
| 2019年 | 3,588    | 6,998    |
| 2020年 | 3,083    | 6,067    |
| 2021年 | 3,193    | 6,286    |
| 2022年 | 3,324    | 6,536    |
| 2023年 | 3,345    | 6,579    |
| 2024年 |          | 6,771    |

## 駅周辺
- 京都市立石田小学校
- 京都市立栄桜小中学校
- 法界寺
- 日野誕生院
- 一言寺

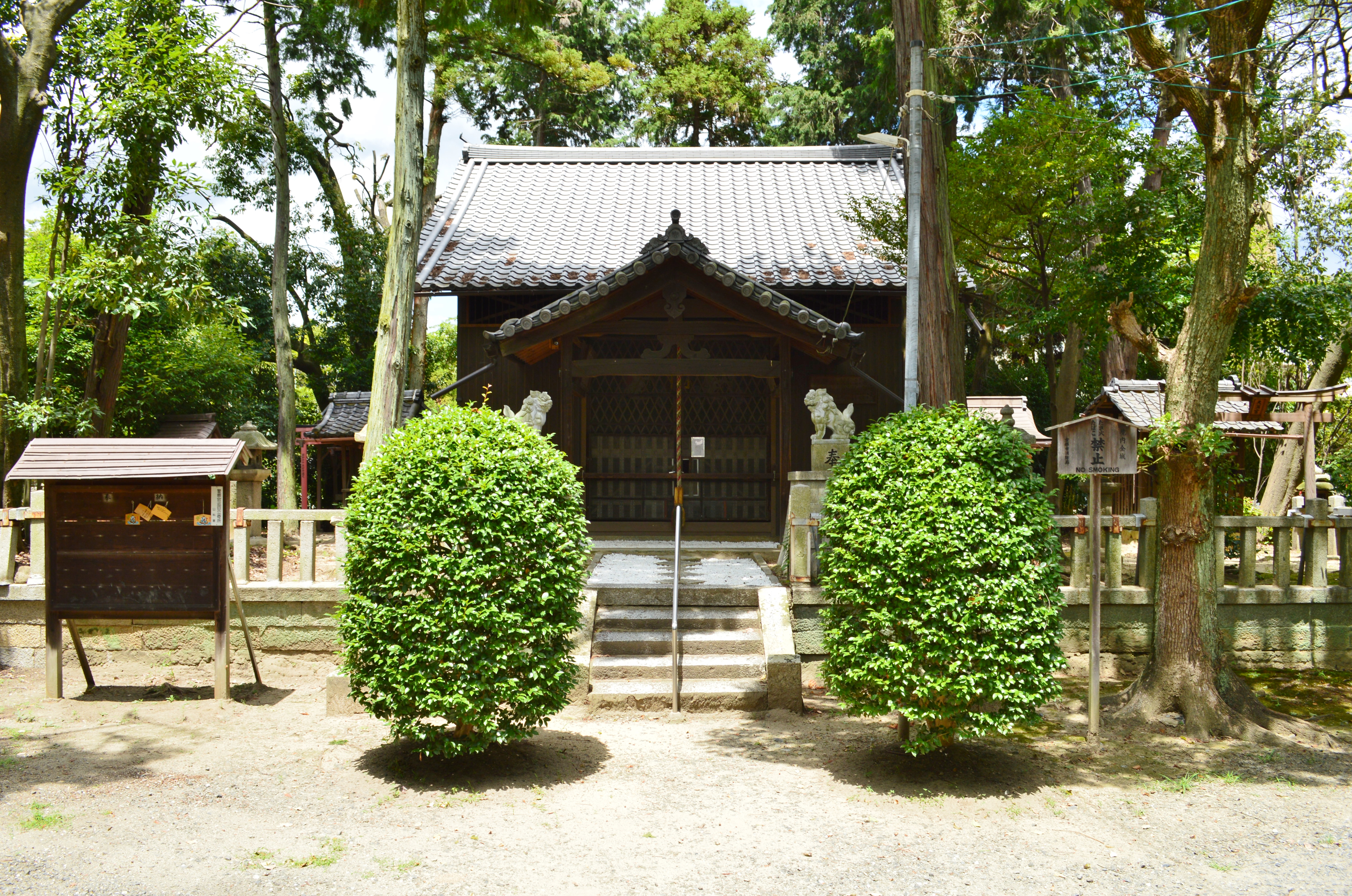
天穂日命神社

- 天穂日命神社 – 和歌の名所「石田の杜」比定地。
- 萱尾神社 – 日野家の氏神、日野村総鎮守社、法界寺の鎮守社
- 医仁会武田総合病院（案内放送あり）
- 京都市東余熱利用センター（東温水プール、東部クリーンセンター、醍醐図書館、水環境保全センター）
- 大受団地・醍醐石田団地・小栗栖北団地などの、大規模な市営・府営・公団団地群

### バス路線

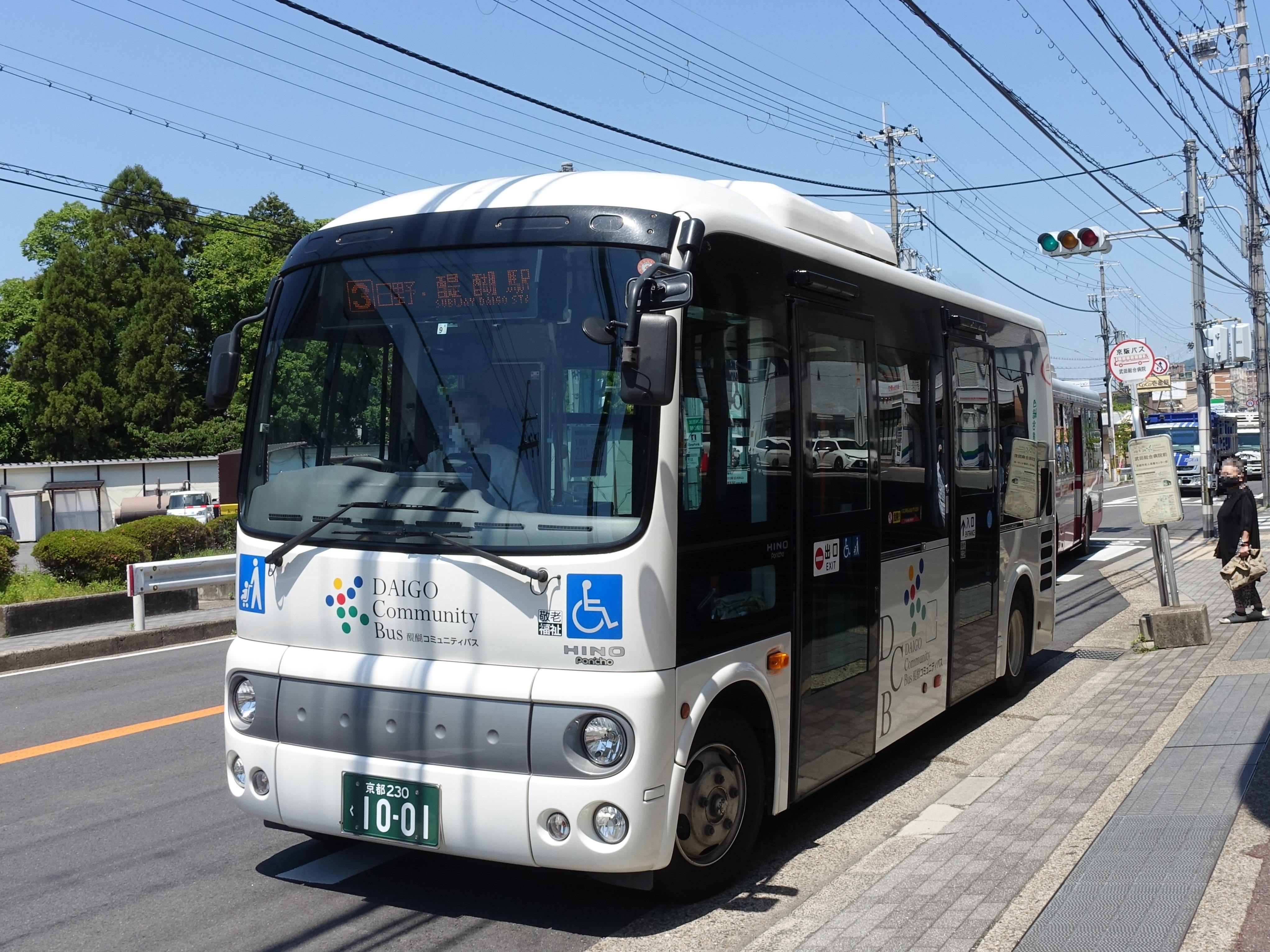
醍醐地域内を運行する醍醐コミュニティバス（武田総合病院前にて撮影）

- 京阪バス
- 醍醐コミュニティバス（4号以外の全路線）

## 隣の駅
京都市営地下鉄
 東西線
六地蔵駅（T01）- 石田駅（T02） - 醍醐駅（T03）
- 括弧内は駅番号を示す。